# Platylabus histrio
Platylabus histrio là một loài tò vò trong họ Ichneumonidae.